# Тайните на занаята
Тайните на занаята (на английски: Assassin's Apprentice) е фентъзи-роман на американската писателка Робин Хоб. Това е първият роман от трилогията „Придворният убиец“ и за пръв път е издаден през 1995 г. Историята на героите, които участват в трилогията „Придворният убиец“ е продължена в трилогията „The Tawny Man“. Действието в друга трилогия, „Liveship Traders“, се развива в същия свят като двете други.
 Внимание:  Текстът по-долу разкрива сюжета на произведението (или части от него)!
Историята започва с описание на началото на живота на малкия Фиц като „копеле“ (от там и името Фиц Рицарин, заради баща му принц Рицарин) в замъка Бъкип. В книгата се описва обучението му за убиец в двора на краля, както и детството му до получаването на първата си мисия като придворен убиец, за изпълнението на която едва не плаща с живота си.